# Хамі Мандирали
Хамі́ Мандирали́ (тур. Hami Mandıralı; 20 липня 1968; Арсін, Трабзон, Туреччина) — турецький футболіст, нападник. Мандирали захищав кольори національної збірної Туреччини, у складі якої брав участь у чемпіонаті Європи 1996 року. Виступав за команди «Трабзонспор», «Шальке 04» та «Анкарагюджю».

## Клубна кар'єра
Свою футбольну кар'єру розпочав в рідному Трабзоні в місцевій команді «Трабзонспор». Дебютував у Турецькій Суперілізі в сезоні 1987—88, забивши 17 голів і став найкращим бомбардиром чемпіонату. Перший успіх з клубом прийшовся на 1990 рік, коли «Трабзонспор» дійшов до фіналу Кубка Туреччини, а в 1992 році вже здобув його.
Влітку 1998 року Хамі перейшов до німецького клубу «Шальке 04» з Гельзенкірхена, який тоді очолював нідерландський тренер Хуб Стевенс. Свою дебютну гру в Бундеслізі провів 15 серпня 1998 року в гостях проти менхенгладбахської «Борусії», в якій «Шальке 04» поступився з рахунком 0-3.
В 1999 році Мандирали повернувся до «Трабзонспора». Зіграв за клуб ще три сезони, проте не здобув з командою жодних титулів. В сезоні 2002—03 виступав за клуб «Анкарагюджю», в якому і завершив свою кар'єру гравця. З 213 голами Мандирали займає третє місце у списку найкращих бомбардирів за всю історію Чемпіонату Туреччини.

## Національна збірна Туреччини з футболу
Хамі Мандирали захищав кольори національної збірної Туреччини з 1987 по 1999 роки. Дебютував під керівництвом Мустафи Денізлі у відбірковій зустрічі до чемпіонату Європи 1988 проти команди Північної Ірландії 11 листопада 1987 року в Белфасті. Туреччина поступилася з рахунком 0-1 (переможний гол на рахунку Джиммі Квінна), Хамі вийшов на заміну у другому таймі замість Метіна Текіна.
Загалом за збірну провів 48 поєдинків та забив 8 м'ячів. Учасник Євро 1996.

### Євро-1996
На своєму першому Чемпіонаті Європи збірна Туреччини виступила досить невдало — три поразки та жодного забитого м'яча. Хамі зіграв в двох зустрічах — проти Хорватії та Данії.

## Кар'єра тренера
Розпочав тренерську кар'єру, повернувшись до футболу після невеликої перерви, 2008 року, очоливши тренерський штаб молодіжної збірної Туреччини U21.
2014 року став головним тренером команди «Трабзонспор», тренував команду з Трабзона менше року.
Протягом 2014–2015 років очолював команду клубу «Антальяспор».
Наразі останнім місцем тренерської роботи Хамі Мандирали був його рідний «Трабзонспор», головним тренером команди якого він удруге був протягом частини 2016 року.

## Статистика
| Сезон   | Клуб        | Країна    | Ліга       | Матчі | Голи |
| ------- | ----------- | --------- | ---------- | ----- | ---- |
| 1987—88 | Трабзонспор | Туреччина | Суперліга  | 37    | 17   |
| 1988—89 | Трабзонспор | Туреччина | Суперліга  | 33    | 22   |
| 1989—90 | Трабзонспор | Туреччина | Суперліга  | 33    | 6    |
| 1990—91 | Трабзонспор | Туреччина | Суперліга  | 30    | 13   |
| 1991—92 | Трабзонспор | Туреччина | Суперліга  | 28    | 18   |
| 1992—93 | Трабзонспор | Туреччина | Суперліга  | 27    | 13   |
| 1993—94 | Трабзонспор | Туреччина | Суперліга  | 26    | 15   |
| 1994—95 | Трабзонспор | Туреччина | Суперліга  | 33    | 16   |
| 1995—96 | Трабзонспор | Туреччина | Суперліга  | 30    | 13   |
| 1996—97 | Трабзонспор | Туреччина | Суперліга  | 31    | 18   |
| 1997—98 | Трабзонспор | Туреччина | Суперліга  | 26    | 20   |
| 1998—99 | Шальке 04   | Німеччина | Бундесліга | 22    | 3    |
| 1999—00 | Трабзонспор | Туреччина | Суперліга  | 29    | 13   |
| 2000—01 | Трабзонспор | Туреччина | Суперліга  | 30    | 18   |
| 2001—02 | Трабзонспор | Туреччина | Суперліга  | 22    | 4    |
| 2002—03 | Анкарагюджю | Туреччина | Суперліга  | 8     | 1    |

## Нагороди та досягнення
Клубні
- «Трабзонспор»
  - Кубок Туреччини (2): 1991/92, 1994/95
  - Суперкубок Туреччини (1): 1995
  - Кубок Канцлера (2): 1993—1994, 1995—1996

Індивідуальні
- 3-є місце у списку найкращих бомбардирів в історії Турецької Суперліги — 219
- Найбільша кількість матчів за «Трабзонспор» — 558